# Джатія (партія)
Джатія (Національна партія) — політична партія Бангладеш, заснована президентом Хуссейном Мухаммедом Ершадом 1 січня 1986 року. Начальник штабу сухопутних військ Бангладеш генерал-лейтенант Ершад захопив владу в країні 24 березня 1982 року, та з метою легітимізації свого правління вирішив створити нову політичну партію, яка б була у повному його підпорядкуванні.
На загальних виборах 2001 року партія здобула 14 місць у парламенті.